# Avenue Daniel-Falempin
L'avenue Daniel-Falempin est une voie de communication de la commune de Stains en Seine-Saint-Denis.

## Situation et accès

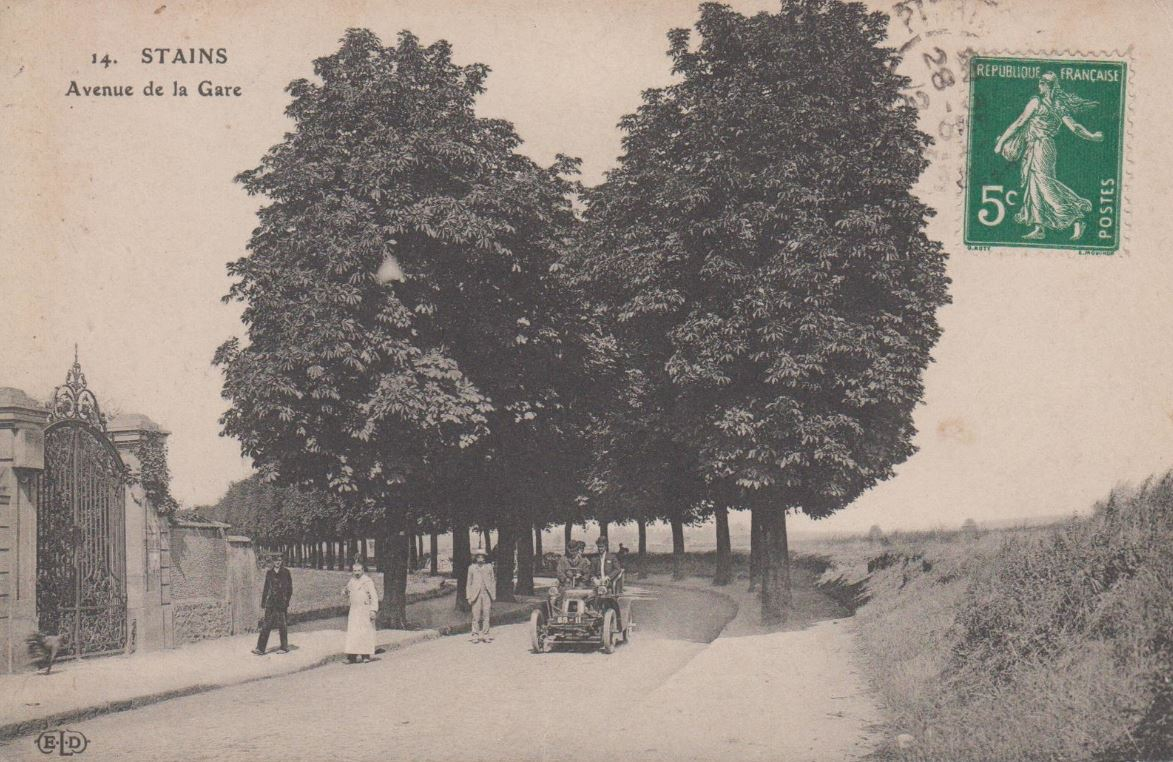
Le virage de l'avenue de la Gare, au début du XXe siècle.

Cette avenue commence son tracé au droit de la ligne de Paris-Nord à Lille et, se dirigeant vers l'est, se termine à la route départementale 901, au carrefour de la rue Marcel-le-Pogamp, dans l'axe de la rue Gambetta.
Elle présente la particularité d'avoir un embranchement en impasse.

## Origine du nom

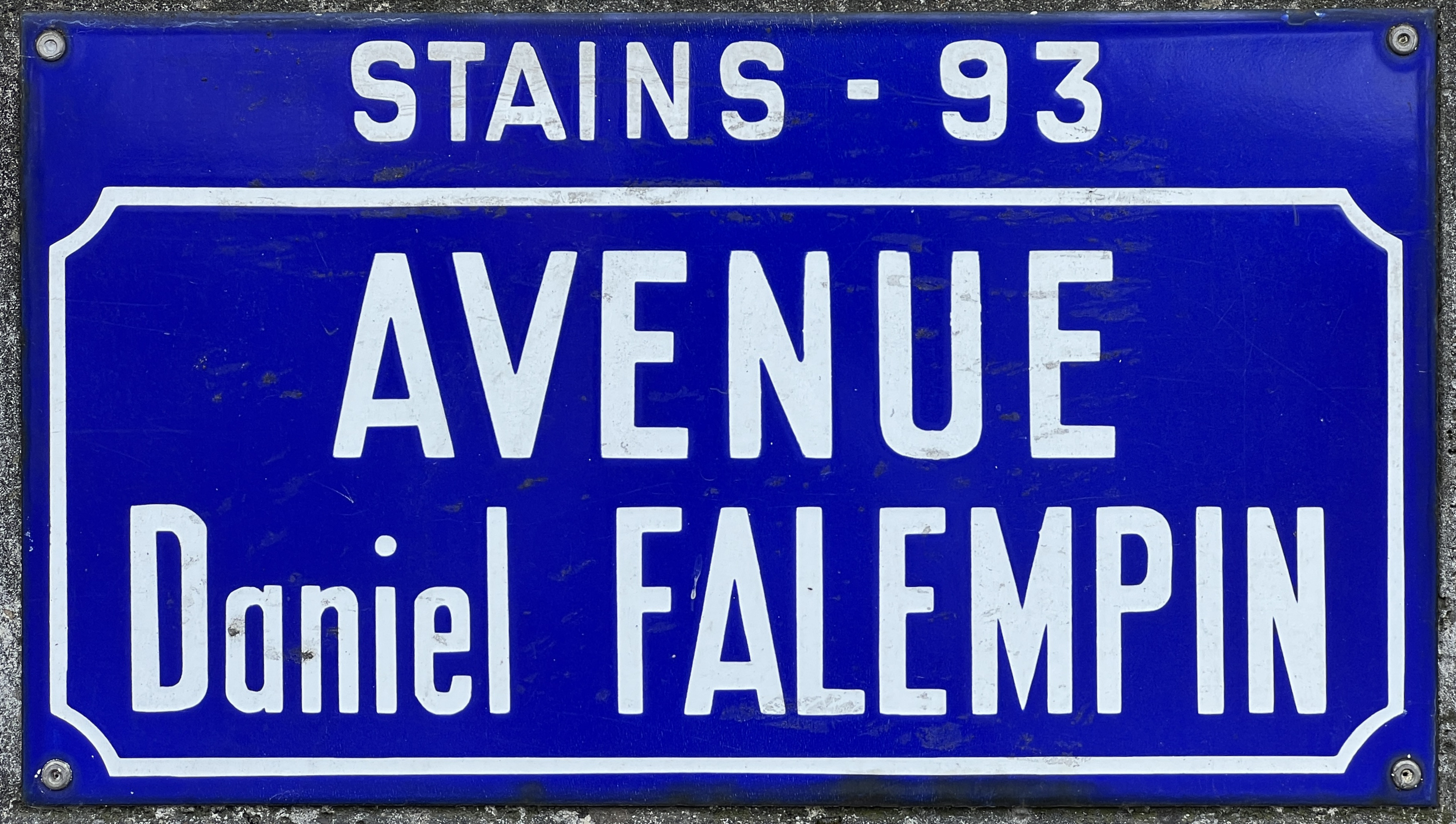
Plaque Avenue Daniel-Falempin.

Elle porte aujoud'hui le nom de Daniel Falempin, résistant du Front National de lutte pour la Libération, mort en action le 19 août 1944.

## Historique

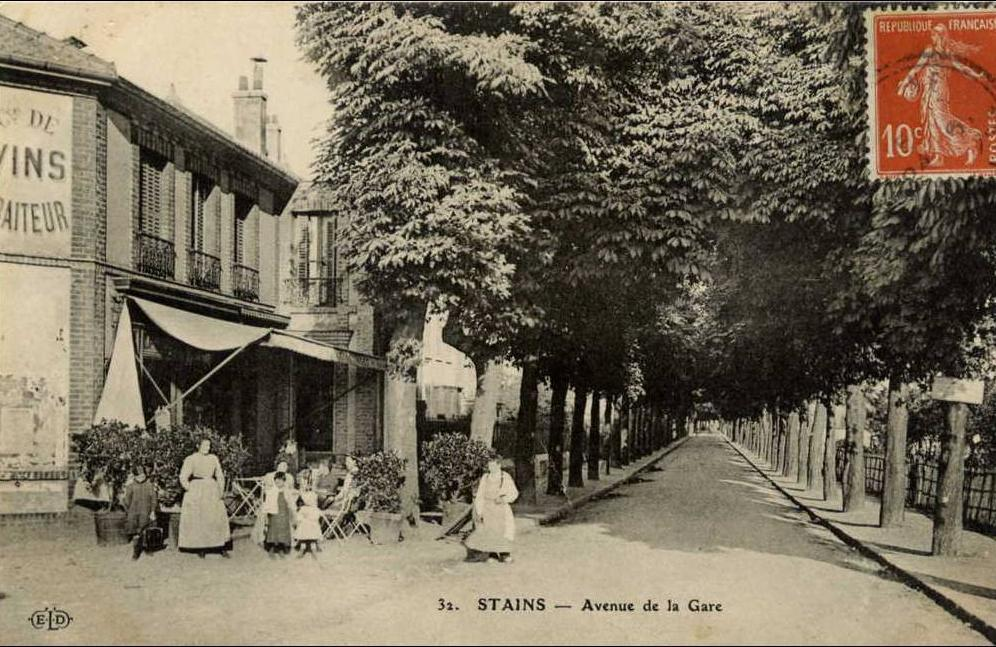
À l'angle, un café longtemps appelé "La malle des Indes", car la malle des Indes circulait sur cette ligne.

Cette avenue était autrefois le « chemin de grande communication de Pierrefitte à Stains ». Elle prit le nom d'avenue de la Gare à la suite de la création de la gare de Pierrefitte - Stains vers laquelle elle menait.
Au-delà de la voie ferrée, à l'ouest, elle était prolongée par le boulevard Charles-de-Gaulle à Pierrefitte-sur-Seine qu'on pouvait rejoindre grâce à deux passages à niveau qui franchissaient la ligne de Paris-Nord à Lille et le raccordement de Pierrefitte.
Après leur suppression, on édifia une passerelle piétonnière. Celle-ci, incommode et même périlleuse, notamment en hiver, fut remplacée en 1973 par un passage souterrain, construit aux frais des communes.